# Nazionale maschile under 19 di football americano della Svizzera
La Nazionale di football americano Under-19 della Svizzera è la selezione maschile di football americano della SAFV, che rappresenta la Svizzera nelle varie competizioni ufficiali o amichevoli riservate a squadre nazionali Under-19.

## Risultati
Legenda: Grassetto: Risultato migliore, Corsivo: Mancate partecipazioni

## Dettaglio stagioni

### Amichevoli
| Stagione | Vin | Par | Per | Tot | PF | PS | avversaria |
| -------- | --- | --- | --- | --- | -- | -- | ---------- |
| 2004     | 1   | 0   | 0   | 1   | 14 | 6  | Italia     |
| 2008     | 1   | 0   | 0   | 1   | 14 | 7  | Italia     |
| 2015     | 0   | 0   | 1   | 1   | 0  | 40 | Germania   |
| Totale   | 2   | 0   | 1   | 3   | 28 | 53 |            |

Fonte: americanfootballitalia.com

### Tornei

#### Campionato europeo

##### Europeo ante 2022

###### Fase finale
| Stagione | regular season | regular season | regular season | regular season | regular season | regular season | playoff | playoff | playoff | playoff | playoff | playoff           | playoff       |
|          | Vin            | Par            | Per            | Tot            | PF             | PS             | Vin     | Per     | Tot     | PF      | PS      | risultato         | avversaria    |
| -------- | -------------- | -------------- | -------------- | -------------- | -------------- | -------------- | ------- | ------- | ------- | ------- | ------- | ----------------- | ------------- |
| 1994     | 0              | 0              | 3              | 3              | 12             | 113            | ?       | ?       | 1       | ?       | ?       | Nono/decimo posto | Danimarca     |
| 1996     | 0              | 0              | 2              | 2              | 20             | 58             | 1       | 0       | 1       | ?       | ?       | Quinto posto      | Italia        |
| 1998     | 0              | 0              | 2              | 2              | 19             | 69             | 1       | 0       | 1       | 18      | 0       | Quinto posto      | Gran Bretagna |
| Totale   | 0              | 0              | 7              | 7              | 51             | 246            | 2+?     | 0+?     | 3       | 18+?    | 0+?     |                   |               |

Fonte: britballnow.co.uk

###### Qualificazioni
| Stagione | regular season | regular season | regular season | regular season | regular season | regular season | playoff | playoff | playoff | playoff | playoff | playoff   | playoff       |
|          | Vin            | Par            | Per            | Tot            | PF             | PS             | Vin     | Per     | Tot     | PF      | PS      | risultato | avversaria    |
| -------- | -------------- | -------------- | -------------- | -------------- | -------------- | -------------- | ------- | ------- | ------- | ------- | ------- | --------- | ------------- |
| 1996     | -              | -              | -              | -              | -              | -              | 1       | 0       | 1       | 28      | 23      |           | Gran Bretagna |
| 1998     | -              | -              | -              | -              | -              | -              | 1       | 0       | 1       | 16      | 13      |           | Austria       |
| 2000     | -              | -              | -              | -              | -              | -              | 0       | 1       | 1       | 0       | 54      |           | Austria       |
| 2004     | -              | -              | -              | -              | -              | -              | 0       | 1       | 1       | 12      | 54      |           | Austria       |
| 2006     | -              | -              | -              | -              | -              | -              | 0       | 1       | 1       | 6       | 20      |           | Danimarca     |
| 2008     | -              | -              | -              | -              | -              | -              | 0       | 1       | 1       | 6       | 34      |           | Danimarca     |
| 2017     | -              | -              | -              | -              | -              | -              | 0       | 2       | 2       | 20      | 72      |           | Paesi Bassi   |
| Totale   | -              | -              | -              | -              | -              | -              | 2       | 6       | 8       | 88      | 270     |           |               |

Fonte: britballnow.co.uk

##### Europeo C
| Stagione | regular season | regular season | regular season | regular season | regular season | regular season | playoff | playoff | playoff | playoff | playoff | playoff     | playoff    |
|          | Vin            | Par            | Per            | Tot            | PF             | PS             | Vin     | Per     | Tot     | PF      | PS      | risultato   | avversaria |
| -------- | -------------- | -------------- | -------------- | -------------- | -------------- | -------------- | ------- | ------- | ------- | ------- | ------- | ----------- | ---------- |
| 2022     | 0              | 0              | 2              | 2              | 32             | 115            | -       | -       | -       | -       | -       | Terzo posto | -          |
| 2023     | -              | -              | -              | -              | -              | -              | 1       | 1       | 2       | 22      | 53      | Terzo posto | Belgio     |
| Totale   | 0              | 0              | 2              | 2              | 32             | 115            | 1       | 1       | 2       | 22      | 53      |             |            |

Fonte: britballnow.co.uk

### Riepilogo partite disputate
| Anno              | Luogo     | Evento     | Fase del torneo       | Incontro                 | Risultato |
| 1994              | Berlino   | Europeo    | Girone                | Svezia - Svizzera        | 37 - 0    |
| 1994              | Berlino   | Europeo    | Girone                | Germania Svizzera        | 56 - 0    |
| 1994              | Berlino   | Europeo    | Girone                | Austria - Svizzera       | 20 - 12   |
| 1994              | Berlino   | Europeo    | Finale 9º - 10º posto | Danimarca - Svizzera     | ? - ?     |
| 1996              | Londra    | Europeo    | Qualificazioni        | Gran Bretagna - Svizzera | 23 - 28   |
| 1996              | Germania  | Europeo    | Girone                | Svezia - Svizzera        | 35 - 20   |
| 1996              | Germania  | Europeo    | Girone                | Germania Svizzera        | 23 - 0    |
| 1996              | Germania  | Europeo    | Finale 5º - 6º posto  | Italia - Svizzera        | p - v     |
| 1998              | Svizzera  | Europeo    | Qualificazioni        | Svizzera - Austria       | 16 - 13   |
| 1998              | Germania  | Europeo    | Girone                | Germania - Svizzera      | 36 - 0    |
| 1998              | Germania  | Europeo    | Girone                | Russia - Svizzera        | 33 - 19   |
| 1998              | Germania  | Europeo    | Finale 5º - 6º posto  | Gran Bretagna - Svizzera | 0 - 18    |
| 2000              | ?         | Europeo    | Qualificazioni        | Austria - Svizzera       | 54 - 0    |
| 2004              | Milano    | Amichevole |                       | Italia - Svizzera        | 6 - 14    |
| 2004              | Graz      | Europeo    | Qualificazioni        | Austria - Svizzera       | 54 - 12   |
| 2006              | Danimarca | Europeo    | Qualificazioni        | Danimarca - Svizzera     | 20 - 6    |
| 2008              | Svizzera  | Amichevole |                       | Svizzera - Italia        | 14 - 7    |
| 12 aprile 2008    | Helsingør | Europeo    | Qualificazioni        | Danimarca - Svizzera     | 34 - 6    |
| 2015              | Stoccarda | Amichevole |                       | Germania - Svizzera      | 40 - 0    |
| 2 giugno 2017     | Almere    | Europeo    | Qualificazioni        | Germania - Svizzera      | 51 - 0    |
| 4 giugno 2017     | Almere    | Europeo    | Qualificazioni        | Svizzera - Paesi Bassi   | 20 - 21   |
| 9 luglio 2022     | Praga     | Europeo C  | Girone                | Germania - Svizzera      | 78 - 9    |
| 12 luglio 2022    | Praga     | Europeo C  | Girone                | Rep. Ceca - Svizzera     | 27 - 23   |
| 9 aprile 2023     | Praga     | Europeo C  | Semifinale            | Rep. Ceca - Svizzera     | 39 - 3    |
| 16 settembre 2023 | Beringen  | Europeo C  | Finale 3º - 4º posto  | Belgio - Svizzera        | 14 - 19   |

## Confronti con le altre Nazionali
Questi sono i saldi della Svizzera nei confronti delle Nazionali incontrate.

### Saldo positivo
| Nazionale     | Giocate | Vinte | Pareggiate | Perse | PF   | PS   | Ultima vittoria | Ultimo pari | Ultima sconfitta |
| ------------- | ------- | ----- | ---------- | ----- | ---- | ---- | --------------- | ----------- | ---------------- |
| Italia        | 3       | 3     | 0          | 0     | 28+? | 13+? | 2008            | -           | -                |
| Gran Bretagna | 2       | 2     | 0          | 0     | 46   | 23   | 1998            | -           | -                |
| Belgio        | 1       | 1     | 0          | 0     | 19   | 14   | 2023            | -           | -                |

### Saldo negativo
| Nazionale   | Giocate | Vinte | Pareggiate | Perse | PF   | PS   | Ultima vittoria | Ultimo pari | Ultima sconfitta |
| ----------- | ------- | ----- | ---------- | ----- | ---- | ---- | --------------- | ----------- | ---------------- |
| Austria     | 4       | 1     | 0          | 3     | 40   | 141  | 1998            | -           | 2004             |
| Paesi Bassi | 1       | 0     | 0          | 1     | 20   | 21   | -               | -           | 2017             |
| Russia      | 1       | 0     | 0          | 1     | 19   | 33   | -               | -           | 1998             |
| Rep. Ceca   | 2       | 0     | 0          | 2     | 26   | 66   | -               | -           | 2023             |
| Svezia      | 2       | 0     | 0          | 2     | 20   | 72   | -               | -           | 1996             |
| Danimarca   | 3       | ?     | ?          | 2+?   | 12+? | 54+? | -               | -           | 2008             |
| Germania    | 6       | 0     | 0          | 6     | 9    | 284  | -               | -           | 2022             |